# Sembilan (Tanah Kampung)
Sembilan is een bestuurslaag in het regentschap Sungai Penuh van de provincie Jambi, Indonesië. Sembilan telt 596 inwoners (volkstelling 2010).